# Hypanthidioides furcata
Hypanthidioides furcata là một loài Hymenoptera trong họ Megachilidae. Loài này được Ducke mô tả khoa học năm 1908.